# Слободан Соро
Слободан Соро (23. децембар 1978) бивши је српски ватерполиста и освајач бројних медаља са европских, светских и олимпијских такмичења. Наступао је и за Бразил.
Од 31. августа 2013. године у браку је са Мајом.

## Каријера
Каријеру је започео у ВК Војводина, а у току богате каријере бранио је и боје Београда,Бечеја, Младости из Бечеја, руских клубова Штурм Чехов и Динамо Москва, Јадрана из Херцег Новог и шпанског Сабадеља из кога се 2008. године вратио у Партизан. На заласку каријере Соро се отиснуо у Бразил где је прво наступао за Флуминензе (из којег се у још два наврата враћао у Партизан), Ботафога.  Највише наступа и успеха забележио је за ватерполо клуб Партизан за који је наступао у десет сезона.
Први пут је уговор са клубом са Бањице потписао 1997. и задржао се двије године. Након девет година играња по региону и Европи, вратио се у Београд, у свој клуб и у наредних пет сезона.
Са Партизаном је у сезони 1997/98. освојио ЛЕН куп, а са Бечејом 1999/00. Евролигу. Са репрезентацијом Србије освојио је златну медаљу на Светском првенству 2009. у Риму. Вративши се у Партизан, између осталих трофеја освојио је Евролигу 2010/11, Суперкуп Европе 2011/12. и Еуроинтер лига 2009/10. и 2010/11.
Последњи пут капицу црно-белих носио је 2014. године, тада већ као бразилски интернационалац. Након тога вратио се у Бразил где је са Богафагом освојио Првенство и проглашен најбољим голманом такмичења.
Из Бразила се вратио у европски ватерполо 2017. године. У Италији је постигао договор са Савоном за коју је играо две године након чега је прешао у Рим, у редове ВК Лацио за који и данас наступа.

## Репрезентација
Иако је његов труд и таленат био приметан и крајем деведесетих, по први пут је 2006. добио позив селектора Удовичића и  појавио се као замена тада првом голману Србије Денису Шефику. Као име на које се може озбиљно рачунати показао је 2007.године на завршном турниру Светске лиге у Берлину. 
Уследио је Пекинг, чудна ситуација која је Сора оставила као јединог голмана Србије у утакмици за бронзу. Доказао је да зна како бранити и носити се са притиском великих такмичења. Повлачењем Шефика, од 2009. године па све до краја 2012. списак ватерполо репрезентације Србије почињао је именом Слободана Сора. 
За најбољег голмана проглашаван је на завршном турниру Светског купа у Орадеи 2010. и Светске лиге у Фиренци 2011. 
После Олимпијских игара у Лондону 2012. прихватио је жеље селектора да подмлади тим. Отишао је у Бразил, у пролеће 2016. године добио је њихово држављанство и дозволу за наступ у бразилској репрезентацији. На Играма у Рију бранио за њихов тим. Жреб је одлучио да се у групној фази такмичења укрсте Бразил и Србија. Домаћи тим је, захваљујући одбранама Сора који је и те како познавао противничке играче изборио победу над тимом који је касније постао олимпијски шампион. Са репрезентацијом Србије освојио златну медаљу на Европском првенству 2006. у Београду, сребрну на Европском првенству 2008. у Малаги, бронзану медаљу на Олимпијским играма 2008. у Пекингу, као и три златне медаље у Светској лиги.

## Клупски трофеји
- Евролига 1999/00. -  Шампион са Бечејом
- Евролига 2010/11. -  Шампион са Партизаном
- ЛЕН куп 1997/98. - Победник са Партизаном
- Суперкуп Европе 2011/12. - Победник са Партизаном
- Првенство СР Југославије 1999/00. -  Шампион са Бечејом
- Куп СР Југославије 1999/00. - Победник са Бечејом
- Првенство Србије и Црне Горе 2004/05. -  Шампион са Јадраном
- Куп Србије и Црне Горе 2004/05. - Победник са Јадраном
- Првенство Србије 2008/09, 2009/10, 2010/11, 2011/12. и 2014/15. -  Шампион са Партизаном
- Куп Србије 2008/09, 2009/10, 2010/11. и 2011/12. - Победник са Партизаном
- Еуроинтер лига 2009/10. и 2010/11. - Победник са Партизаном
- Том Хоад куп 2011. - Победник са Партизаном.
- Првенство Бразила 2015. -  Шампион са Ботафогом
- Куп Бразила 2014. - Победник са Флуминензеом
- Куп Бразила 2016. - Победник са Ботафогом